# Комета прилітає
«Комета прилітає» (швед. Kometjakten, дослівно — «Полювання на комету») — дитяча казка шведомовної письменниці з Фінляндії Туве Янссон, вперше опублікована 1946 року. 1968 року Янссон переробила казку, внісши деякі доповнення та зміни і змінивши назву з «Мумі-троль і комета» на теперішню. Казку Янссон написала під час Другої світової війни під впливом військових біженців, що дуже добре простежується у мешканцях долини Мумі, які через страх перед наближенням комети залишають свої будинки.
Це остання частина циклу, видана у Швеції видавництвом «Söderström & Co». Як і попередня частина, вона не викликала інтересу в читачів і видавництво припинило співпрацю з Янссон — усі наступні вона випустила у видавництві «Schildts».

## Сюжет
Наближається день народження Мумі-троля. Сніфф і Мумі-троль вирушають на берег моря новою стежкою. На березі Сніфф, простеживши за Мавпою (Кошеням), знаходить грот. Надвечір вони повертаються додому, і незабаром починається злива. Вночі філософ Ондатр приходить до мумі-дому і залишається там жити, оскільки Тато Мумі-троль під час будівництва мосту ненароком зруйнував його нору. Тієї ж ночі Ондатр розповідає, що цей дощ — неприродний, що має передчуття, і що скоро прилетить комета, яка має зруйнувати світ, тому ніщо не має сенсу.
Мумі-троль вирішує вирушити разом зі Сніффом на плоту в Самотні Гори, де розташована обсерваторія, і дізнатися у вчених більше про комету.
У дорозі вони зустрічають Нюхмумрика, який приєднується до них. Не без пригод, усі троє дістаються Самотніх Гір.
В обсерваторії мандрівники дізнаються, що комета дійсно мчить до Землі і катастрофа відбудеться буквально за кілька днів. Компанія терміново вирушає додому. Дорогою Мумі-троль рятує від отруйного куща фрекен Снорк та її брата Снорка, які теж приєднуються до компанії та продовжують шлях до Мумі-долини.
Дорогою додому вони переживають ще низку пригод, переходять на ходулях висохле море, зустрічаються з хемулем-філателістом, якого теж беруть із собою.
Мандрівники встигають у Мумі-долину раніше від комети, і розповідають про всі свої пригоди Мумі-мамі та Мумі-татові. Вирішено сховатися від комети в гроті, який знайшов Сніфф. Комета має з'явитися увечері того ж дня. І ось коли всі вже перейшли в грот і до появи комети залишається кілька хвилин, Мумі-троль/Сніфф згадує про мавпу/кошеня. Він кидається на пошуки, знаходить її/його, і вони повертаються в грот в останній момент. Комета не зіткнулася з Землею, а пройшла повз неї. На загальну радість, життя в долині триває і повертається в звичне русло.

## Вистава

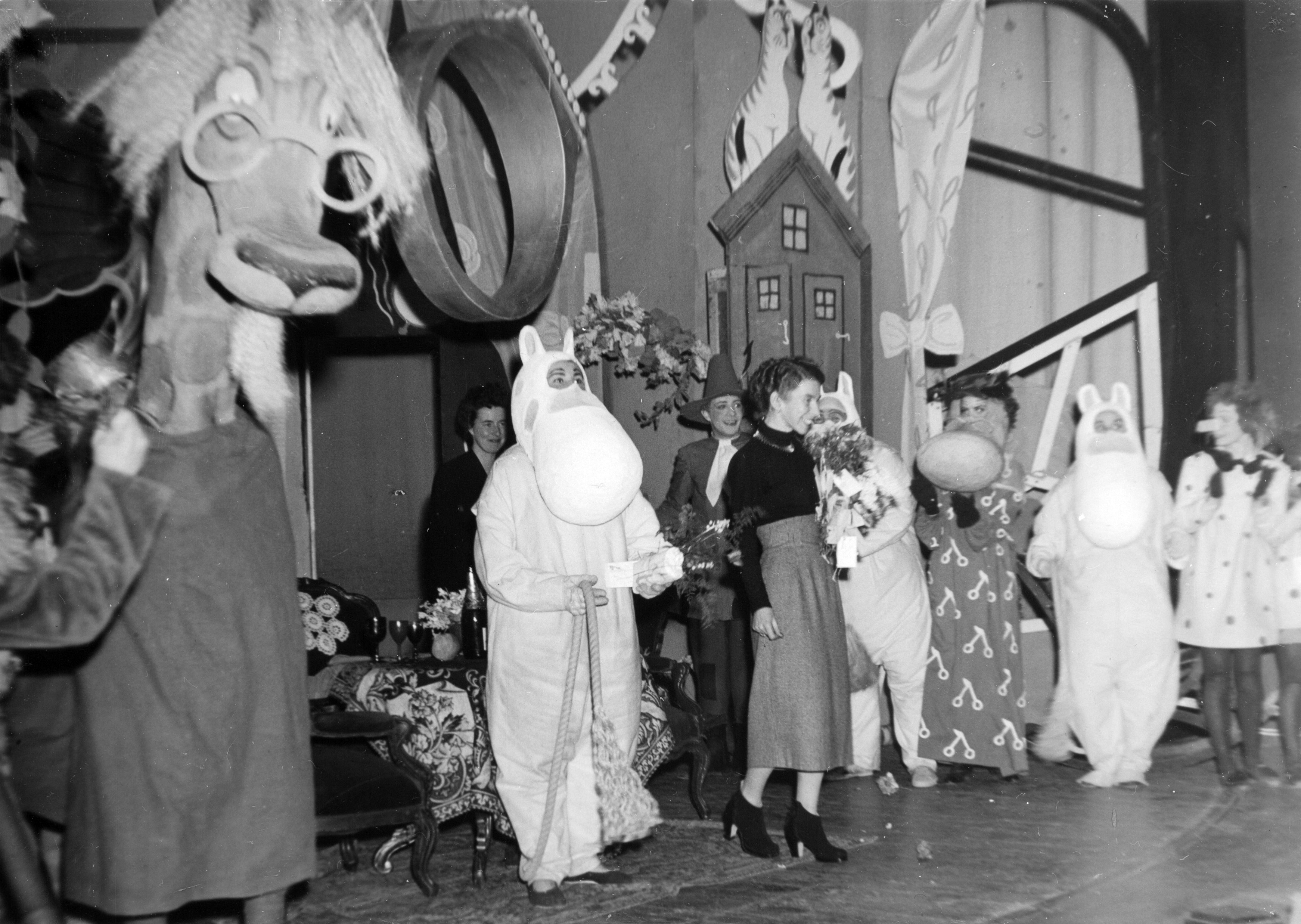
Прем'єра вистави за книгою Туве Янссон «Комета прилітає» у гельсінкському Шведський театр, 28 грудня 1949 року

1949 року Вівіка Бандлер поставила у Шведському театрі виставу за книгою «Комета прилітає». Автором п'єси та декорацій стала сама Туве. Прем'єра відбулася 28 грудня 1949 року. Вистава мала успіх.

## Балет
У 2015 році трупа Фінського національного балету поставила перший у світі балет за творами про мумі-тролів. Його лібрето засноване на повісті «Комета прилітає»; у короткому переказі хореографа постановки Ананди Кононен має такий зміст: "компанія вирушає в обсерваторію, а потім повертається додому; в дорозі вони зустрічають багато нових друзів… ". Мумі-тролі танцюють свої партії в плюшевих костюмах. Партію Фрекен Снорк виконує прима-балерина Фінського національного балету Марія Баранова. У березні 2015 року на сцені Фінської національної опери відбулися передпрем'єрні покази, офіційна прем'єра відбулася 10 травня 2015 року. Автор музики — Пану Аалтіо.